# El preu del perill
El preu del perill (títol original: Le Prix du Danger) és una pel·lícula franco-iugoslava de ciència-ficció dirigida per Yves Boisset i estrenada l'any 1983.
Satírica cap als mitjans de comunicació televisius, prefigurant la tele-realitat, el guió, molt cínic, es basa en la novel·la de Robert Sheckley, The Prize of Peril, un pamflet social on el futur dels jocs televisats és descrit des de la perspectiva del seu pitjor dia. La pel·lícula és una crítica de la televisió, de la publicitat i de la societat deshumanitzada.
Ha estat doblada al català.

## Argument
En un futur pròxim, un joc televisat titulat El preu del perill fa furor. Les regles són simples: un home ha d'arribar a un lloc secret escapant a cinc assassins encarregats de matar-lo. Si el candidat guanya, Aconsegueix la suma d'un milió de dòlars, en el cas contrari...
Tot és filmat i retransmés en directe per la cadena de televisió CTV. François Jacquemard decideix participar en el joc.
Davant la popularitat de Jacquemard durant l'emissió, realitzada en públic i retransmesa en directe, la CTV decideix canviar el joc en favor del candidat amb la finalitat de monopolitzar els índexs d'audiència i acaba per ajudar directament François Jacquemard. Però, orgullós i furiós d'estar atrapat per un esquer a audimat, decideix girar la situació contra l'emissió i abat els seus perseguidors un a un, cosa que és contrària al reglament del joc.

## Repartiment
- Gérard Lanvin : François Jacquemard
- Marie-France Pisier : Laurence Ballard
- Michel Piccoli: Frédéric Mallaire
- Bruno Cremer : Antoine Chirex
- Andréa Ferréol: Elisabeth Worms
- Jean-Claude Dreyfus : Bertrand
- Gabrielle Lazure : Marianne
- Catherine Lachens : Madeleine
- Jean Rougerie : el president de la comissió
- Henri-Jacques Huet : Victor Segal
- Steve Kalfa : Edouard
- Jean-Pierre Bagot : Alexandre
- Zlata Numanagic : Jacqueline
- Julien Bukowski : Arnaud
- Jacques Chailleux : un telespectador al carrer (no surt als crèdits)

## Al voltant de la pel·lícula
- La pel·lícula va ser difosa als Dossiers de l'écran, el 3 de febrer de 1987, seguit del debat: « Quina televisió per demà ? ».
- Una picada d'ull (voluntària o involuntària) es fa a la pel·lícula alemanya "Das MillionenSpiel" adaptada igualment de la novel·la de Robert Scheckley. En la persecució al començament de la pel·lícula, es veu el candidat córrer sobre els molls abans de saltar a l'aigua. Lluny es veu un camió del transportista alemany Josef Meyer, amb la inscripció "Osnabrück". En la pel·lícula alemanya, l'estudi de televisió es troba a Osnabrück.

## Comentaris
La pel·lícula es revela profètica de l'evolució de la televisió, no tant per la seva visió de la violència a la pantalla com per l'escenificació d'emissions descrivint-se com la « realitat ». Els divers escàndols de « trucatge » esmaltant els emissions actuals de telerealitat conformen aquesta anàlisi d'escenificació en excés.
Es constaten nombroses similituds amb la pel·lícula Perseguit de Paul Michael Glaser, que surt quatre anys més tard, el 1987. En els anys 1990, per part de l'equip de Preu del perill es va posar una denuncia en contra de Running Man per plagi. La pel·lícula de Glaser està inspirada en una novel·la de Stephen King de l'any 1982 sota el pseudonim de Richard Bachman,The Running Man. Aquesta novel·la al seu torn està inspirada en una altra de Robert Sheckley, The Prize of Peril, publicada l'any 1958. És aquesta novel·la que va servir de base al Preu del perill. Els demandants van guanyar el procés en primera instància, el van perdre en apel·lació, a continuació el van guanyar en cassació. Tanmateix, els va costar molt obtenir La indemnització demanada (més d'un milió de francs, o sigui més de 150.000 euros). Per completar-ho, cal precisar que el director alemany Tom Toelle va adaptar també la novel·la de Robert Sheckley, 13 anys abans que Yves Boisset.
- El paper principal hauria d'haver estat per Patrick Dewaere abans que no es suïcidés, alguns mesos abans del començament del rodatge.
- [5]